# Palmo (unità di misura)

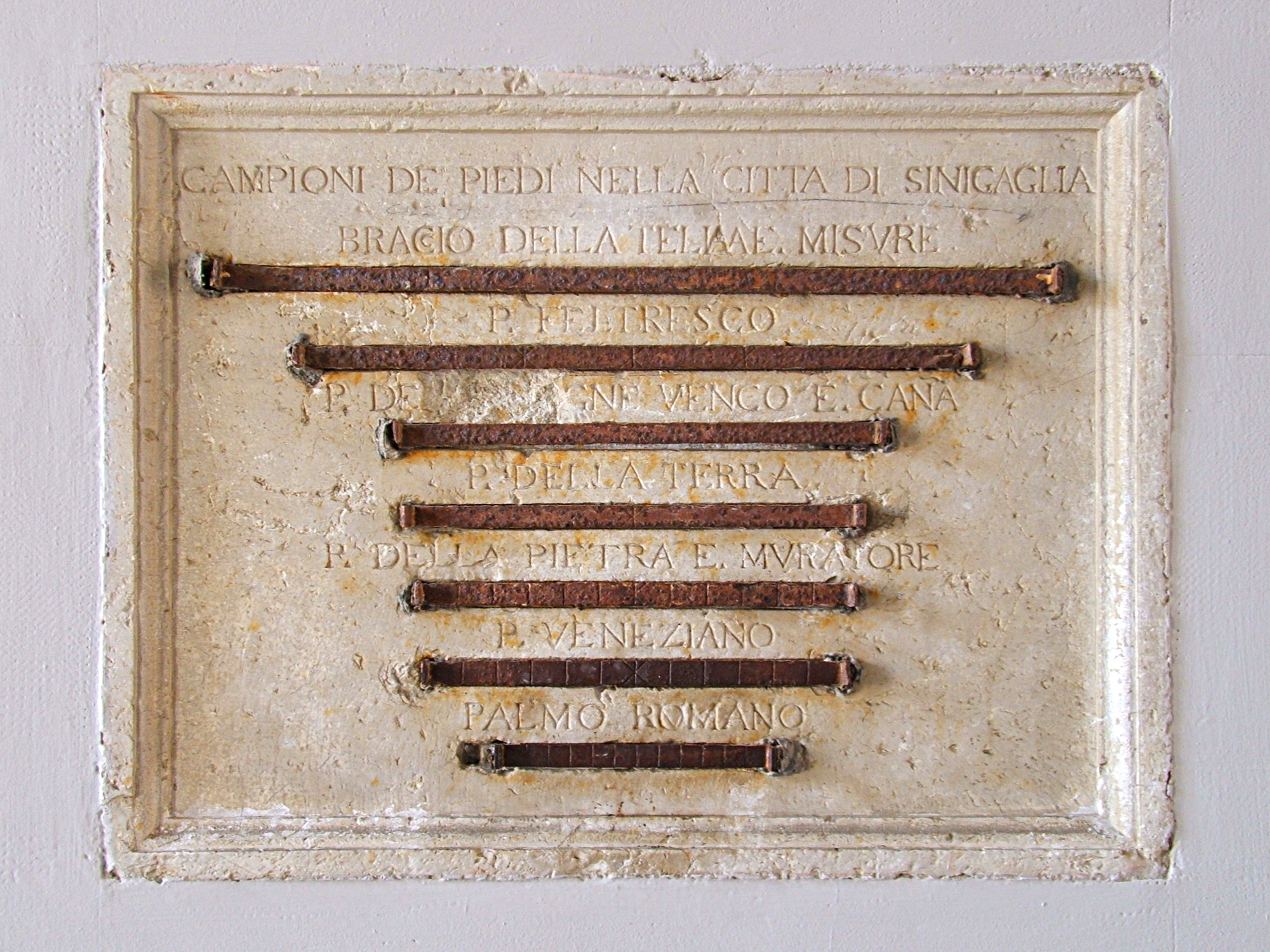
Campione di antiche misure, Senigallia.

Il palmo era un'antica unità di misura in diverse culture. Attualmente è sinonimo di spanna.
- Nell'Antico Egitto, essa era equivalente allo spazio occupato dalla larghezza del palmo di una mano, quindi a circa otto centimetri.
- Nell'antica Roma un palmo era pari a 1 / 4 di piede, e quindi misurava 7,41 centimetri.
- In alcune nazioni europee si sono tradizionalmente utilizzate unità di misura simili, con valori tra gli 8 e i 12 centimetri. Ad esempio, in Francia esistevano due misure simili, la palme e la paume.
- In diverse regioni italiane aveva valori in interpretabili come distanza tra le punte del pollice e del mignolo della mano aperta di un adulto. A  Napoli valeva circa 26,45 centimetri, a Firenze valeva 29,15 cm., a Venezia, il palmo antico era equivalente a 37,74 cm.